# جيم وارد (فنان)
جيم وارد (بالإنجليزية: Jim Ward)‏ هو فنان أمريكي، ولد في 28 يونيو 1941 في Western Oklahoma ‏ في الولايات المتحدة.